# Airy Hall
Airy Hall es una localidad de Guyana, en la región Demerara-Mahaica. 

## Demografía
Según censo de población 2002 contaba con 794 habitantes.La estimación 2010 refiere a 892 habitantes.
Población económicamente activa
| Dato      | Funcio narios | Profesi onales y técnicos | Clero | Comercio y Servicios | Act. agrícolas | Act. industriales | Ocup. elementales | S/D | Total |
| --------- | ------------- | ------------------------- | ----- | -------------------- | -------------- | ----------------- | ----------------- | --- | ----- |
| Población | 5             | 28                        | 7     | 48                   | 26             | 14                | 70                | 291 | 489   |